# 白唇沼銀漢魚
白唇沼銀漢魚，為輻鰭魚綱銀漢魚目沼銀漢魚科的其中一種，分布於印尼蘇拉威西Matano湖流域，體長可達7.7公分，為熱帶淡水魚，棲息在表層水域，生活習性不明。

## 擴展閱讀
維基物種上的相關：白唇沼銀漢魚